# 구겐하임 아부다비

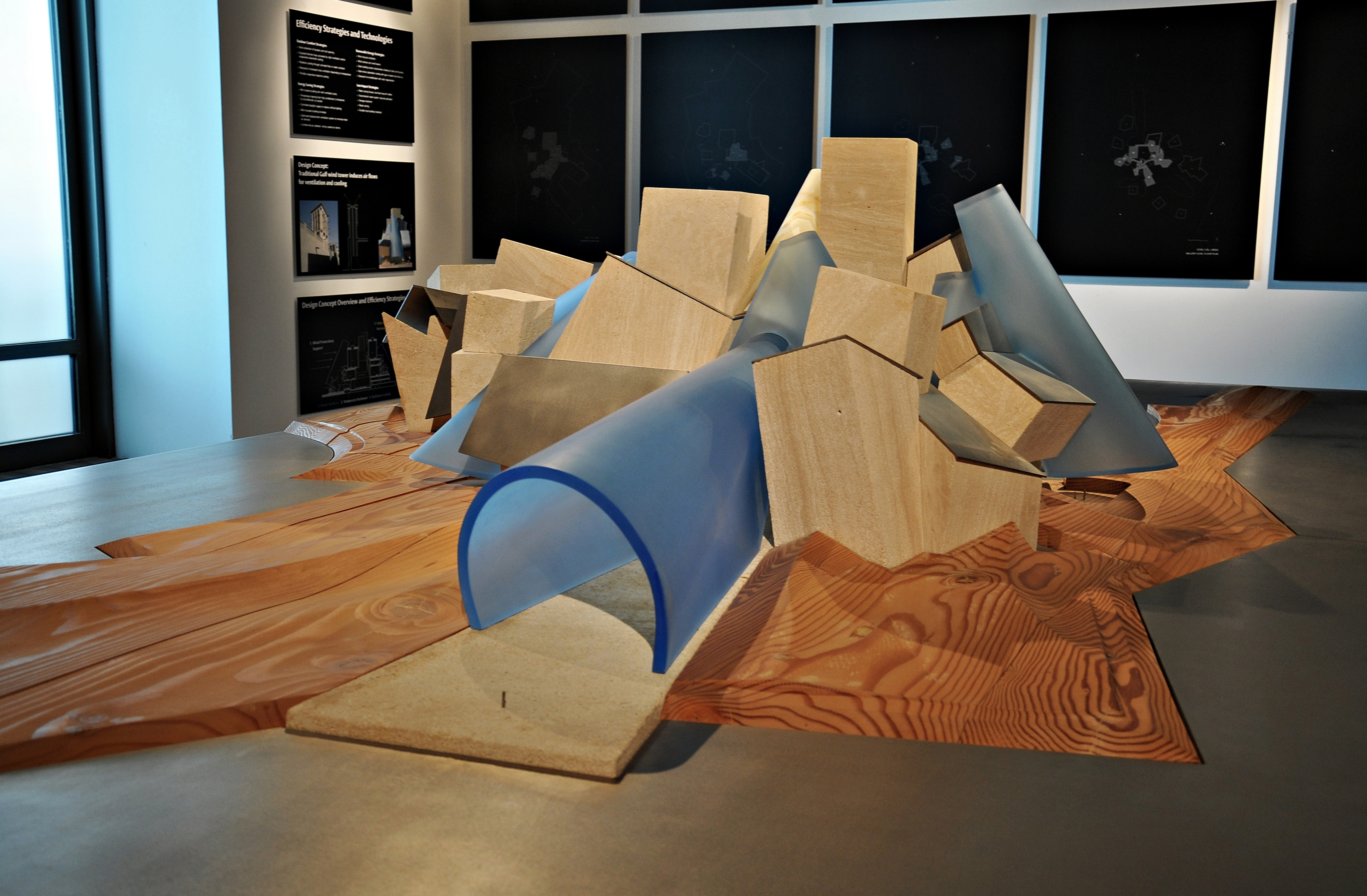

구겐하임 아부다비(Guggenheim Abu Dhabi)는 아랍에미리트 아부다비에 인접한 사디야트섬에 지어지는 솔로몬 R. 구겐하임 재단의 미술관 중 하나이다. 2006년 7월 8일, 아부다비는 구겐하임 재단과 미술관 건설 계약을 체결하였으며, 2017년 완공 예정이다.

## 같이 보기
- 구겐하임 미술관